# Poseidon (Unterwasserdrohne)

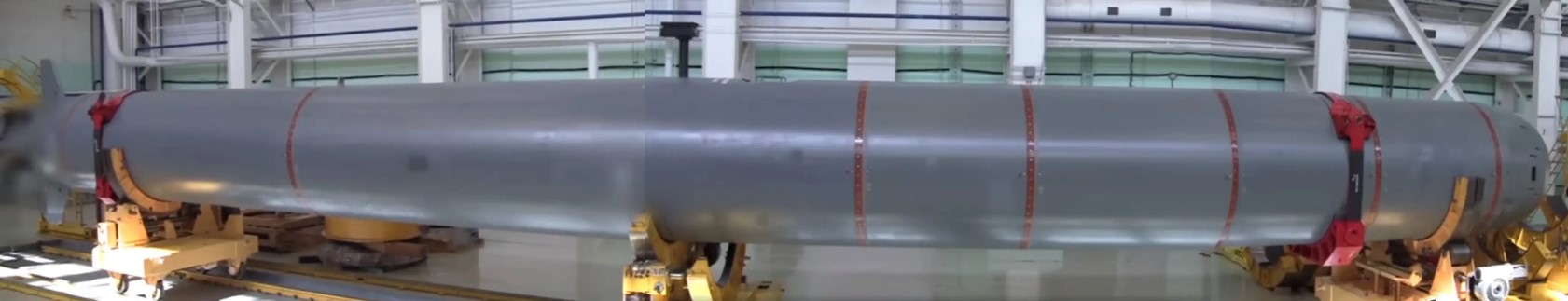
Panoramabild der Poseidon

Poseidon (russisch Посейдон, ehemalige Bezeichnung Status-6 russisch Статус-6) ist eine Unterwasserdrohne mit Nuklearantrieb aus russischer Produktion. Im GRAU-Index wird die Drohne mit 2M39 bezeichnet und der NATO-Codename lautet Kanyon. Die Unterwasserdrohne befindet sich in der Entwicklungsphase, die von Russland dargestellte offizielle Angriffsart ist die Auslösung eines Tsunamis in küstennahem Gebiet durch einen Nuklearsprengkopf.

## Geschichte
Die Idee der Angriffsweise wurde bereits in den Jahren 1949 bis 1954 verfolgt, die ab 1955 im Bau befindlichen Boote des Typs Projekt 627 waren genau für diese Aufgabe gedacht. In den Folgejahren erübrigte sich diese Angriffsmöglichkeit durch das Vorhandensein von Interkontinentalraketen.
Militärs waren teils schockiert, als ihnen die Waffe und deren Konsequenzen erläutert wurden. 1962 wurde das Projekt erneut vorgeschlagen mit einem 100-MT-Sprengkopf. Es wurde auch eine Versuchsanlage gebaut, worauf sich herausstellte, dass ein derart erzeugter Tsunami bestenfalls fünf Kilometer ins Land reichen könnte. Damit wurde das Projekt abermals verworfen.
Die Entwicklung von Poseidon wurde ab Mitte der 2010er-Jahre von russischer Seite als Reaktion auf den Austritt der USA aus dem ABM-Vertrag und ihren Aufbau eines globalen Raketenabwehrsystems dargestellt. Erste Berichte über die Poseidon stammen aus dem September 2015 aus dem Verteidigungsministerium der Vereinigten Staaten. Danach ließen auch russische Stellen, möglicherweise gezielt, Informationen über diese Waffe in die Medien durchsickern. Im März 2018 stellte der russische Präsident Wladimir Putin die Poseidon bei einer Rede vor der Föderalen Versammlung mit einer Reihe von weiteren „Wunderwaffen“ vor. Am 1. Mai 2022 wurde im russischen Staatsfernsehen ein von Dmitri Kisseljow präsentierter Clip gezeigt, der die komplette Vernichtung der Britischen Inseln durch einen nuklearen Torpedo zeigt, der von einer Poseidon-Drohne abgeschossen und im Ostatlantik gezündet wird. Das neue Poseidon sei gleichzeitig eine konsequente Umsetzung der Idee eines weniger auffindbaren Klein-U-Boots wie Projekt 10831, welches zudem ohne Besatzung auf einen Großteil seiner Systeme verzichten könne, schrieb die Nowaja Gaseta 2022.
Poseidon wurde verschiedentlich als Vergeltungswaffensystem bezeichnet, laut Frankfurter Rundschau 2022 schon aufgrund ihrer Langsamkeit.

## Technik
Nach russischen Angaben aus dem Jahr 2015 soll Poseidon mit Hilfe eines Nuklearantriebs in der Lage sein, Geschwindigkeiten von über 200 km/h zu erreichen, bis zu 1000 m tief zu tauchen und eine operative Reichweite von 10.000 km haben. Gemäß späteren Meldungen von russischen Medien aus dem Jahr 2018 soll die Reichweite aber deutlich geringer sein und die Geschwindigkeit bei maximal 110–130 km/h liegen. Nach inoffizieller Information, die auf eine Quelle der Nachrichtenagentur TASS zurückgeht, soll Poseidon zur Erhöhung der Geschwindigkeit Superkavitation-ähnliche Effekte nutzen. Nach Bildanalysen von westlichen Rüstungsexperten wird der Poseidon aufgrund der Rumpfform keine Fähigkeit zur Superkavitation zugesprochen. Möglicherweise ist hier jedoch die Technologie Air Support Vessel (ASV) gemeint. Gemäß russischen Angaben sei Poseidon gegenüber jeglichen bisher bekannten Abwehrmaßnahmen unverwundbar.
Eine gleichzeitige Schwäche dieser Technik wäre die Navigation sowie die Kommunikation – die „blinde und taube“ Poseidon müsste automatisiert arbeiten und könnte nicht zurückgerufen werden, was bei Interkontinentalraketen z. T. auch noch nach dem Start immerhin durch Zerstörung möglich ist. Weitere Ereignisse wie eine Kollision mit einem Unterwasserberg dürften gar nicht durchdacht werden, so die Investigativjournalistin Julija Latynina; ihrer Ansicht ist Poseidon eher eine rhetorische Waffe.
Poseidon hat bei einer geschätzten Rumpflänge von 20–24 m einen Durchmesser von 1,6–2,0 m. Russischen Angaben zufolge soll Poseidon von U-Booten transportiert und gestartet werden. Nach dem Start soll die Drohne autonom auf einer vorprogrammierten Route in das Zielgebiet navigieren. Im Zielgebiet soll ein Nukleargefechtskopf mit einer Sprengkraft von 2, 50 oder 100 Megatonnen gezündet werden. Ziele wie Marinestützpunkte oder Küstengebiete sollen durch die aufgrund der Kernwaffenexplosion entstehende Tsunami-Welle zerstört werden. Weiter wird spekuliert, ob es sich bei dem Nukleargefechtskopf um eine sog. salted bomb handelt, mit welcher große Gebiete langfristig radioaktiv verstrahlt werden sollen.
Die Erprobung der Poseidon soll mit dem U-Boot K-329 Belgorod durchgeführt werden. Als erste Trägerplattform ist das im Bau befindliche U-Boot Projekt 09851 Chabarowsk vorgesehen. Die Belgorod lief Ende Oktober 2022 mit weiteren Fahrzeugen zu einer Fahrt in ein als Testareal bekanntes Gebiet aus und kehrte mit den anderen Schiffen in den Hafen zurück, berichtete CNN am 10. November, anscheinend ohne einen Test durchgeführt zu haben.